# 檢校
檢校，本意是勾稽查核，加在官名之上有代理之意。 

## 官職演變
南北朝开始有检校秘书等，并非正式官职。隋朝和唐朝前期，“检校”不是正式拜授，但有权行使职务。如魏徵为检校侍中，李世勣检校洛州刺史，等等。唐朝后期，“检校”官职为散官或加官，没有职事之权。宋朝初年，有檢校官十九階：三師（太師、太傅、太保）、三公（太尉、司徒、司空）、左僕射、右僕射、吏部尚書、兵部尚書、戶部尚書、刑部尚書、禮部尚書、工部尚書、左散騎常侍、右散騎常侍、太子賓客、國子祭酒、水部員外郎。宋神宗元丰改制后，“检校”官职仅留下检校三公与检校三师。
元朝到明初中书省、行中书省。明朝六部、都察院、承宣布政使司、提刑按察使司及地方各府的属官，有检校一职。清朝只有江苏省各府有检校。作为低级官员，管理稽核文书出入。